# 塔哈尔卡

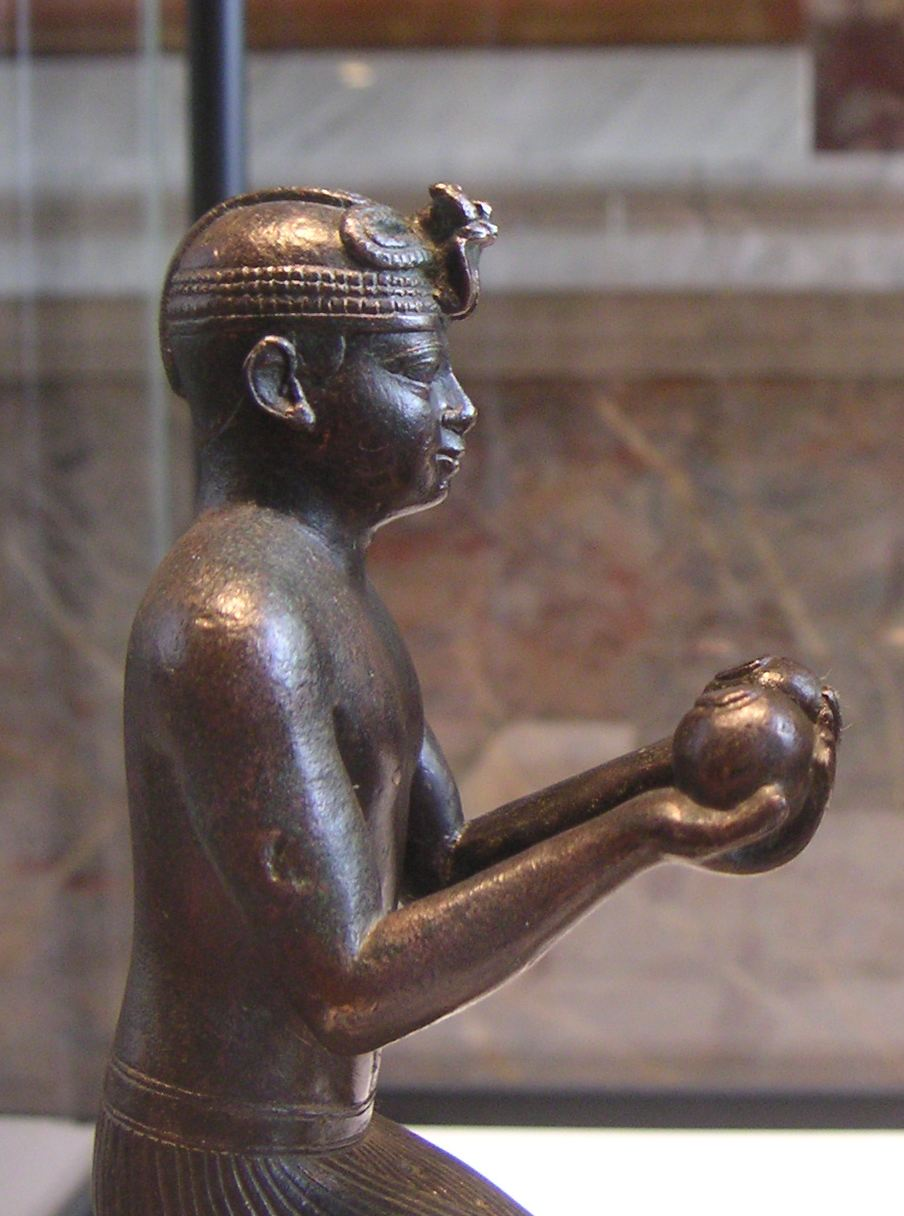
塔哈尔卡拿着酒坛,现藏巴黎卢浮宫

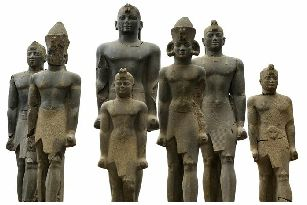
塔哈尔卡与其他努比亚法老

塔哈尔卡（Taharqa）是古埃及第二十五王朝（努比亚王朝）法老（前689年—前663年在位）。他是法老皮耶的兒子，曾统治庫施。后被其叔父召回，共同抗击亚述国王阿萨尔哈东。约于前673年击退阿萨尔哈东的进攻。在前671年，亚述帝国卷土重来，占领包括孟斐斯在内的下埃及，后来塔哈尔卡成功地收回了大部分失地。但在前666年，亚述国王亚述巴尼帕几乎征服了整个埃及，塔哈尔卡逃亡纳帕塔，并死在那里。

## 延伸阅读
- Kitchen, Kenneth Anderson.  3rd. Aris & Phillips Ltd. 1996: 608  [2020-03-23]. ISBN 9780856682988. （原始内容存档于2021-07-22）.
- Payraudeau, Frédéric. . 2014: 115–127  [2020-03-23]. （原始内容存档于2018-05-07） （法语）.
- Morkot, Robert. . The Rubicon Press. 2000: 342  [2020-03-23]. ISBN 0-948695-23-4. （原始内容存档于2020-11-12）.